# Chiesa di Sant'Eusebio (Castel San Pietro)
La chiesa di Sant'Eusebio è un edificio religioso barocco che si trova a Castel San Pietro.

## Storia
La chiesa sorse prima del 1270, quando fu menzionata per la prima volta. Nel 1599 all'edificio fu aggiunto il campanile, poi modificato nel XVIII secolo e dotato di cinque campane sette-ottocentesche (la mezzana, in fa, e la più piccola, in la bemolle, risalgono al 1789; il campanone, in re bemolle, e la mezzanella, in sol bemolle, risalgono al 1796; il mezzanone, in mi bemolle, risale al 1829) realizzate dalla fonderia Bizzozero di Varese. Nel 1626 la chiesa diventò sede di una parrocchia autonoma e nel 1678 fu ricostruita su un progetto di Agostino Silva. Nel 1684, a lavori ultimati, fu riconsacrata. Un'ulteriore modifica ebbe luogo fra il 1756 (o 1736) e il 1759, quando Francesco Pozzi realizzò la facciata, il presbiterio e il coro. Nel 1832 fu sopraelevata la sagrestia. Nel 1912, infine, fu realizzata la statua di San Pietro apostolo entro la nicchia nel timpano del portale. 

## Descrizione
Riccamente decorata da stucchi e affreschi, nella chiesa spiccano alcune pitture eseguite nel 1759 da Carlo Innocenzo Carloni e un organo Serassi edificato nel 1771 (ma rimaneggiato nel 1882 da Luigi Bernasconi). 
L'altare maggiore venne realizzato nel 1760. Al Settecento risale anche l'altare in stucco della cappella meridionale, dotato di colonne tortili e dedicato alla Madonna incoronata. Anteriore di un secolo è invece il Crocifisso ligneo che, sul lato opposto, trova posto nella seconda cappella, disposta in adiacenza a un pulpito in legno. Ai piedi del Crocifisso, una serie di statue realizzate in stucco nel 1689 da Gian Battista Barberini.